# Ideale Lösung
Eine ideale Lösung ist in der Physik eine homogene Mischung aus 2 oder mehreren Komponenten, deren Entstehung nicht mit der Freisetzung oder Aufnahme der Wärme, noch mit der Volumenänderung begleitet ist.
Die Entropie der Mischung wird dabei gleich berechnet, wie für die Mischung von Idealgasen.
Die ideale Lösung erfüllt Gesetze von Raoult {\displaystyle P=P^{o}x} (mit {\displaystyle P} – partieller Dampfdruck eines Komponenten der Lösung, {\displaystyle P^{o}} –  der entsprechende Dampfdruck des puren Komponenten, {\displaystyle x} – sein Stoffmengenanteil) und Henry {\displaystyle P=Kx} (mit {\displaystyle K} – Henrykonstante) im vollen Konzentrationsbereich; dabei {\displaystyle K=P^{o}}.